# Whaleyville
Whaleyville és una concentració de població designada pel cens dels Estats Units a l'estat de Maryland. Segons el cens del 2000 tenia 124 habitants.

## Demografia
Segons el cens del 2000, Whaleyville tenia 124 habitants, 57 habitatges, i 38 famílies. La densitat de població era de 49,9 habitants per km².
Dels 57 habitatges en un 22,8% hi vivien nens de menys de 18 anys, en un 52,6% hi vivien parelles casades, en un 12,3% dones solteres, i en un 33,3% no eren unitats familiars. En el 28,1% dels habitatges hi vivien persones soles el 17,5% de les quals corresponia a persones de 65 anys o més que vivien soles. El nombre mitjà de persones vivint en cada habitatge era de 2,18 i el nombre mitjà de persones que vivien en cada família era de 2,66.
Per edats la població es repartia de la següent manera: un 16,1% tenia menys de 18 anys, un 7,3% entre 18 i 24, un 30,6% entre 25 i 44, un 26,6% de 45 a 60 i un 19,4% 65 anys o més.
L'edat mediana era de 43 anys. Per cada 100 dones de 18 o més anys hi havia 96,2 homes.
La renda mediana per habitatge era de 35.250 $ i la renda mediana per família de 39.375 $. Els homes tenien una renda mediana de 24.375 $ mentre que les dones 40.682 $. La renda per capita de la població era de 17.440 $. Cap de les famílies i el 5,8% de la població estaven per davall del llindar de pobresa.

## Poblacions més properes
El següent diagrama mostra les poblacions més properes.